# Staryj Chutir (rejon mirhorodzki)
Staryj Chutir (ukr. Старий Хутір) – wieś na Ukrainie, w obwodzie połtawskim, w rejonie mirhorodzkim. W 2001 liczyła 187 mieszkańców, spośród których 180 wskazało jako ojczysty język ukraiński, a 7 rosyjski.